# Florian Choquart
Pour les articles homonymes, voir Choquart.
Florian Choquart est un acteur français formé à l'école du Théâtre national de Strasbourg.

## Biographie
Florian Choquart commence sa formation de comédien à l'École du jeu - Delphine Eliet, puis intègre l’École supérieure d'art dramatique du Théâtre national de Strasbourg en 2011. Il y travaille le jeu de l'acteur avec entre autres le Tg-Stan, David Lescot, Joseph Nadj, Cécile Garcia-Fogel, Gildas Milin, Éric Vigner, Claudio Tolcachir, Catherine Marnas et Nicolaj Karpov. Il fait également de nombreuses voix pour Arte.
Il est deux fois nommé aux Molières dans la catégorie Comédien dans un second rôle. En 2015 pour son rôle dans La Discrète Amoureuse mis en scène par Justine Heynneman, en 2024 pour son rôle dans Courgette mis en scène par Pamela Ravassard. 
Il est le fils de la comédienne Pascale Vignal et du réalisateur Alain Choquart.

## Théâtre

### Comédien
- 2014 : Splendid's, de Jean Genet, mis en scène par Vincent Thépaut
- 2015 : Antoine et Cléopâtre, de Shakespeare, mis en scène par Vincent Thépaut
- 2015 : On ne l'attendait pas![3], de Stig Larsson, mis en scène par Jorge Lavelli
- 2015 : La Discrète Amoureuse[4], de Lope de Vega, mis en scène par Justine Heynemann (nommé aux Molières, Comédien dans un second rôle)
- 2016 : Manyfreak's Circus, de Florian Choquart, mis en scène par la compagnie KLAB
- 2016 : Elle, de Jean Genet, mis en scène par Vincent Thépaut
- 2016 : Nous serons des héros, de Brigitte Giraud, mis en lecture par Dyssia Loubatière
- 2016 : Depuis l'aube (ode aux clitoris)[5], écrit et mis en scène par Pauline Ribat
- 2017 : Les Ennemis publics, écriture de plateau, mis en scène par Thomas Resendes
- 2017 : La dame de chez Maxim, de Georges Feydeau, mis en scène par Johanna Boyé (nommé aux Molières, meilleur spectacle musical)
- 2018 : Cassavetes[6], seul en scène autour de John Cassavetes, mis en scène par Alain Choquart et Vanessa Lhoste
- 2019 : Jacob, Jacob, adaptation du roman de Valérie Zenatti, mis en scène par Dyssia Loubatière[7]
- 2019 : Dans les cordes, écrit et mis en scène par Pauline Ribat[8]
- 2022 : Courgette, adaptation du Roman de Gilles Paris, mis en scène par Pamela Ravassard[9]
- 2024 : Pierre et le loup, récitant du conte musical avec l'Orchestre National Avignon Provence[10]

### Auteur
- 2016  : Manyfreak's Circus, de Florian Choquart, mis en scène par la compagnie KLAB
- 2016  : Heaven's Door, de Florian Choquart, mis en scène par Ambre Kahan
- 2018 : Penrose[11], de Florian Choquart et Thomas Resendes, mis en scène par Florian Choquart et Thomas Resendes
- 2021 : TRAC, web-série en developpement avec Florence Fauquet, soutenue par le Centre national du cinéma et de l'image animée

### Compositeur
- 2015 : Antoine et Cléopâtre, de Shakespeare, mis en scène par Vincent Thépaut
- 2016 : Elle, de Jean Genet, mis en scène par Vincent Thépaut
- 2016 : Depuis l'aube (ode aux clitoris), écrit et mis en scène par Pauline Ribat

## Doublage

### Cinéma
- 2015 : Creed : L'Héritage de Rocky Balboa : ? (?)
- 2017 : Pentagon Papers : le manifestant au mégaphone [Qui ?]
- 2023 : Rebel Moon - Partie 1 : Enfant du feu : Android chirurgien [Qui ?]
- 2023 : King's Land : ? (?)

### Télévision
- 2016 : Alerte Contagion : ? (?) (mini-série)
- 2024 : Masters of the Air : Ray Robinson [Qui ?] (mini-série)

## Voix off

### Télévision
- 2014 : X:enius (Arte)
- 2014 : Villes fantômes (Arte)
- 2014 : Couchsurfing (Arte)
- 2014 : Légendes Pop : Amy Whinehouse (Arte)
- 2015 : Tracks (Arte)
- 2015 : Le Mystère des rêves lucides (Arte)
- 2015 : Sur la piste de Hô Chi Minh (Arte)
- 2016 : Stars de demain (Arte)
- 2016 : Cuba : Vers de nouveau horizons (voix animateur) (Arte)
- 2019 : Mystérieux Lézards (Arte)
- 2020 : Another Reality (Arte)
- 2020 : Berlin, le journal d'une capitale (Arte)
- 2020 :  Colplay, A head full of dreams (Arte)

### Radio
- 2016 : Making Waves[12], réalisé par Alexandre Plank (France Culture)
- 2021 : Autour du monde, réalisé par Juliette Heymann (France Culture)
- 2021 : Dunsinane, réalisé par Baptiste Guitton (France Culture)
- 2021 : Candide, réalisé par Cédric Aussir (France Culture)
- 2021 : Probation, réalisé par Cédric Aussir (France Culture)
- 2022 : Sacajawea, une Amérindienne dans la conquête de l’Ouest, réalisé par Cédric Aussir (France Inter)
- 2023 : Robespierre ou l'intransigeance de la vertu, réalisé par Cédric Aussir (France Inter)

### Émissions
- 2015-2018 : Streetphilosophy (Arte) : Jonas Bosslet
- 2018 : Remue-méninges (Arte)

## Filmographie

### Court métrage
- 2020 : Théo de Tanya Larcinese

### Télévision
- 2010 : Un cœur qui bat de Sophie Révil et Christophe Barraud
- 2011 : Chantou de Marion Cozzuti

### Réalisateur
- 2020 : Confiné version canal +[13]
- 2020 : Tentative de lecture confiné[14]
- 2020 : La mère, le fils et le confinement[15]

## Distinctions

### Nominations
- Molières 2015 : Molière du comédien dans un second rôle dans La Discrète Amoureuse
- Molières 2024 : Molière du comédien dans un second rôle pour Courgette